# Jacobskirche (Höningen)
Die Jacobskirche, alternativ Jabobskirche geschrieben oder St. Jacob ist eine Kirche in Altleiningen im rheinland-pfälzischen Landkreis Bad Dürkheim, die zur Evangelischen Kirche der Pfalz gehört. Sie steht unter Denkmalschutz.

## Lage
Die Kirche befindet sich im Ortsteil Höningen in der Höninger Hauptstraße, die mit der Kreisstraße 31 identisch ist. Sie ist zudem Bestandteil der Denkmalzone Kloster Höningen. Letzteres erstreckt sich auf der gegenüber liegenden Straßenseite.

## Geschichte
Die Kirche entstand im 12. oder im frühen 13. Jahrhundert. Anfang war sie selbständig, wurde jedoch 1220 oder 1221 vom unmittelbar benachbarten Kloster inkorporiert, das zur selben Zeit wie die Jacobskirche entstanden war und im 16. Jahrhundert aufgelöst wurde. Im Zuge der Reformation wurde die Kirche protestantisch.
Die 1543 verstorbene Gräfin Eva von Leiningen-Westerburg ist in der gräflichen Gruft der Kirche bestattet.

## Architektur und Umgebung
Beim Bauwerk handelt es sich um einen romanischen Saalbau mit Rechteckchor. Die Ausstattung aus dem Mittelalter hat bis in die Gegenwart überdauert. An der Außenmauer befinden sich Grabsteine aus dem 18. Jahrhundert. Auf dem umfriedeten Friedhof sind Grabsteine des 17. bis 19. Jahrhunderts aufgestellt.